# Pupiszki (rejon święciański)
Pupiszki (lit. Pupiškė) – wieś na Litwie, w okręgu uciańskim, w rejonie ignalińskim, w gminie Łyngmiany.

## Historia
W czasach zaborów wieś włościańska w gminie Łyngmiany, w powiecie święciańskim, w guberni wileńskiej Imperium Rosyjskiego. W 1866 roku miał 22 mieszkańców w 3 domach. W 1905 roku liczyła 48 mieszkańców, 61 dziesięcin.
W dwudziestoleciu międzywojennym zaścianek leżał w Polsce, w województwie wileńskim, w powiecie święciańskim, w gminie Kołtyniany.
W 1931 w 13 domach zamieszkiwało 55 osób.
Miejscowość należała do parafii rzymskokatolickiej w Łyngmianach. Podlegała pod Sąd Grodzki w Święcianach i Okręgowy w Wilnie; właściwy urząd pocztowy mieścił się w Kołtynianach.